# آساپ‌ساینس
آساپ‌ساینس (به انگلیسی: AsapScience یا AsapSCIENCE) یک کانال در یوتیوب است که توسط دو کانادایی، به نام میشل موفیت و گرگوری براون ایجاد شده‌است. این کانال به‌طور هفتگی ویدئوهایی تولید می‌کند که به موضوعات متفاوتی از علم می‌پردازد. این کانال، کانال دیگری به نام آساپ‌تاوت دارد؛ که ویدئوهای آن دربارهٔ موضوعات گوناگونی بحث می‌کنند. برخی از ویدئوهای آساپ‌ساینس در وب‌سایت‌هایی مانند هافینگتن پست، گیزمودو و گمانه نمایش داده شده‌اند.

## گروه
- میچل «میچ» مافیت، زادهٔ ۲۷ مارس ۱۹۸۸ ‏(۳۶ سال)، سازنده و مجری
- گرگوری «گرگ» براون، زادهٔ ۲۵ سپتامبر ۱۹۸۸ ‏(۳۶ سال)، سازنده و مجری

مافیت و براون یک زوج آشکارا همجنسگرا هستند که زمانی که در دانشگاه گولف مشغول تحصیل در رشته زیست‌شناسی بودند با هم آشنا شدند. آن‌ها گرایش جنسی و رابطه یشان را در سال ۲۰۱۴ به صورت آنلاین عمومی کردند زمانی که در سال از تأسیس کانالشان گذشته بود تا پاسخ به کامنت‌های هم‌جنسگراستیزانه و برای اینکه الگوی جوانان همجنسگرا که به علم علاقه دارند، باشند.
- ریچل سالت، پژوهشگر
- مکس سیمونز، تصویرگر
- چلسی شرر، مدیریت دیجیتال
- سل گبرهیوت، تدوینگر

## همکاری
آساپ‌ساینس با ویساس در چهار ویدئو همکاری کرده‌است: «راز علمی قدرت و رشد ماهیچه‌ها»، «چه می‌شود اگر سوپرمن به شما مشت بزند؟» «آیا ما می‌توانیم به صورت ژنتیکی هوش را بهبود افزایش دهیم؟»، «آیا ما می‌توانیم به صورت ژنتیکی قد خود را افزایش دهیم؟»